# Pierrick Bourgeat
Pierrick Bourgeat (ur. 28 stycznia 1976 w Échirolles) – francuski narciarz alpejski, brązowy medalista mistrzostw świata.

## Kariera
Po raz pierwszy na arenie międzynarodowej pojawił się 15 grudnia 1994 roku w Val Thorens, gdzie w zawodach FIS Race nie ukończył pierwszego przejazdu w slalomie. W 1995 roku wystartował na mistrzostwach świata juniorów w Voss, gdzie jego najlepszym wynikiem było 20. miejsce w zjeździe.
W zawodach Pucharu Świata zadebiutował 21 stycznia 1996 roku w Veysonnaz, gdzie nie zakwalifikował się do drugiego przejazdu slalomu. Pierwsze pucharowe punkty wywalczył 24 listopada 1996 roku w Park City, zajmując 26. miejsce w tej samej konkurencji. Na podium zawodów tego cyklu po raz pierwszy stanął 4 stycznia 1998 roku w Kranjskiej Gorze, kończąc slalom na drugiej pozycji. W zawodach tych rozdzielił dwóch Austriaków: Thomasa Sykorę i Thomasa Stangassingera. Łącznie dziewięć razy stawał na podium, odnosząc trzy zwycięstwa: 22 listopada 1998 roku w Park City oraz 17 i 18 lutego 2001 roku w Shiga Kōgen wygrywał slalomy. Najlepsze wyniki osiągnął w sezonie 1998/1999, kiedy zajął 18. miejsce w klasyfikacji generalnej, a w klasyfikacji slalomu był czwarty. Ponadto czwarte miejsce w klasyfikacji slalomu zajął też w sezonie 2000/2001, a w sezonie 2003/2004 był czwarty w klasyfikacji kombinacji.
Na mistrzostwach świata w Bormio w 2005 roku wspólnie z kolegami i koleżankami z reprezentacji zdobył brązowy medal w rywalizacji drużynowej. Indywidualnie najlepszy wynik na imprezach tego cyklu osiągnął podczas rozgrywanych dwa lata wcześniej mistrzostw świata w Sankt Moritz, gdzie był czwarty w kombinacji. Walkę o podium przegrał tam z Kjetilem André Aamodtem z Norwegii o 0,05 sekundy. W 1998 roku wystartował na igrzyskach olimpijskich w Nagano, zajmując dziesiąte miejsce w slalomie. Na rozgrywanych cztery lata później igrzyskach w Salt Lake City nie ukończył rywalizacji, a podczas igrzysk olimpijskich w Turynie w 2006 roku był ósmy w kombinacji i jedenasty w slalomie. W 2009 roku zakończył karierę.

## Osiągnięcia

### Igrzyska olimpijskie
| Miejsce | Dzień     | Rok  | Miejscowość    | Konkurencja | Czas zawodów | Strata  | Zwycięzca          |
| ------- | --------- | ---- | -------------- | ----------- | ------------ | ------- | ------------------ |
| 10.     | 21 lutego | 1998 | Nagano         | Slalom      | 1:49,31 min  | +2,51 s | Hans Petter Buraas |
| DNF2    | 23 lutego | 2002 | Salt Lake City | Slalom      | 1:41,06 min  | –       | Jean-Pierre Vidal  |
| 8.      | 14 lutego | 2006 | Turyn          | Kombinacja  | 3:09,35 min  | +1,94 s | Ted Ligety         |
| 11.     | 25 lutego | 2006 | Turyn          | Slalom      | 1:44,18 min  | +2,34 s | Benjamin Raich     |

### Mistrzostwa świata
| Miejsce | Dzień     | Rok  | Miejscowość       | Konkurencja     | Czas biegu  | Strata  | Zwycięzca       |
| ------- | --------- | ---- | ----------------- | --------------- | ----------- | ------- | --------------- |
| DNF1    | 15 lutego | 1997 | Sestriere         | Slalom          | 1:51,70 min | -       | Tom Stiansen    |
| DNF1    | 14 lutego | 1999 | Vail/Beaver Creek | Slalom          | 1:42,12 min | -       | Kalle Palander  |
| 9.      | 10 lutego | 2001 | Sankt Anton       | Slalom          | 1:39,66 min | +1,63 s | Mario Matt      |
| 4.      | 6 lutego  | 2003 | Sankt Moritz      | Kombinacja      | 3:18,41 min | +0,18 s | Bode Miller     |
| 17.     | 16 lutego | 2003 | Sankt Moritz      | Slalom          | 2:45,93 min | +1,80 s | Ivica Kostelić  |
| 8.      | 3 lutego  | 2005 | Bormio            | Kombinacja      | 3:19,10 min | +2,43 s | Benjamin Raich  |
| DNF2    | 12 lutego | 2005 | Bormio            | Slalom          | 1:41,34 min | -       | Benjamin Raich  |
| 3.      | 13 lutego | 2005 | Bormio            | Drużynowo       | 26 pkt      | +12 pkt | Niemcy          |
| DNF     | 8 lutego  | 2007 | Åre               | Superkombinacja | 2:28,99 min | -       | Daniel Albrecht |
| DNF2    | 17 lutego | 2007 | Åre               | Slalom          | 1:57,33 min | -       | Mario Matt      |

### Mistrzostwa świata juniorów
| Miejsce | Dzień    | Rok  | Miejscowość | Konkurencja | Czas biegu  | Strata  | Zwycięzca         |
| ------- | -------- | ---- | ----------- | ----------- | ----------- | ------- | ----------------- |
| 20.     | 16 marca | 1995 | Voss        | Zjazd       | 1:41,19 min | +3,25 s | Kurt Sulzenbacher |
| DSQ2    | 19 marca | 1995 | Voss        | Slalom      | 1:32,12 min | -       | Florian Seer      |
| DNF2    | 21 marca | 1995 | Voss        | Gigant      | 1:58,91 min | -       | Christoph Gruber  |

### Puchar Świata

#### Miejsca w klasyfikacji generalnej
- sezon 1996/1997: 67.
- sezon 1997/1998: 42.
- sezon 1998/1999: 18.
- sezon 2000/2001: 19.
- sezon 2001/2002: 50.
- sezon 2002/2003: 40.
- sezon 2003/2004: 30.
- sezon 2004/2005: 51.
- sezon 2005/2006: 41.
- sezon 2006/2007: 51.
- sezon 2008/2009: 147.

#### Miejsca na podium w zawodach
1. Kranjska Gora – 4 stycznia 1998 (slalom) – 2. miejsce
2. Park City – 22 listopada 1998 (slalom) – 1. miejsce
3. Schladming – 7 stycznia 1999 (slalom) – 2. miejsce
4. Sestriere – 11 grudnia 2000 (slalom) – 3. miejsce
5. Shiga Kōgen – 17 lutego 2001 (slalom) – 1. miejsce
6. Shiga Kōgen – 18 lutego 2001 (slalom) – 1. miejsce
7. Park City – 24 listopada 2002 (slalom) – 2. miejsce
8. Chamonix – 11 grudnia 2004 (slalom) – 2. miejsce
9. Reiteralm – 10 grudnia 2006 (superkombinacja) – 3. miejsce